# Nigéria az 1964. évi nyári olimpiai játékokon
Nigéria a japán Tokióban megrendezett 1964. évi nyári olimpiai játékok egyik részt vevő nemzete volt. Az országot az olimpián 2 sportágban 18 sportoló képviselte, akik összesen 1 érmet szereztek.

## Érmesek
| Érem  | Versenyző      | Sportág   | Versenyszám   |
| ----- | -------------- | --------- | ------------- |
| Bronz | Nojim Maiyegun | Ökölvívás | Nagyváltósúly |

## Atlétika
Férfi
| Versenyző                                                                   | Versenyszám     | Előfutam | Előfutam | Előfutam | Negyeddöntő  | Negyeddöntő  | Negyeddöntő  | Elődöntő | Elődöntő | Elődöntő | Döntő   | Döntő    |
| Versenyző                                                                   | Versenyszám     | Idő      | Hely.    | Össz.    | Idő          | Hely.        | Össz.        | Idő      | Hely.    | Össz.    | Idő     | Helyezés |
| --------------------------------------------------------------------------- | --------------- | -------- | -------- | -------- | ------------ | ------------ | ------------ | -------- | -------- | -------- | ------- | -------- |
| David Ejoke                                                                 | 200 m           | 21,48    | 4.       | 25.      | visszalépett | visszalépett | visszalépett | kiesett  | kiesett  | kiesett  | kiesett | kiesett  |
| Edward Akika                                                                | 110 m gát       | 14,70    | 7.       | 22.      |              |              |              | kiesett  | kiesett  | kiesett  | kiesett | kiesett  |
| Folu Erinle                                                                 | 110 m gát       | 14,57    | 4.       | 16.      |              |              |              | kiesett  | kiesett  | kiesett  | kiesett | kiesett  |
| Sydney Asiodu Folu Erinle Jimmy Omagbemi Lawrence Okoroafor Abdul Karim Amu | 4 × 100 m váltó | 40,44    | 5.       | 11.      |              |              |              | 40,19    | 6.       | 11.      | kiesett | kiesett  |

| Versenyző       | Versenyszám | Selejtező | Selejtező | Döntő    | Döntő    |
| Versenyző       | Versenyszám | Eredmény  | Helyezés  | Eredmény | Helyezés |
| --------------- | ----------- | --------- | --------- | -------- | -------- |
| Samuel Igun     | Magasugrás  | 206 cm    | 17.       | 206 cm   | 15.      |
| Sonny Ba Akpata | Távolugrás  | 734 cm    | 16.       | kiesett  | kiesett  |
| Wariboko West   | Távolugrás  | 762 cm    | 5.        | 760 cm   | 4.       |
| Christian Ohiri | Hármasugrás | 15,08 m   | 24.       | kiesett  | kiesett  |
| George Ogan     | Hármasugrás | 15,35 m   | 22.       | kiesett  | kiesett  |

Női
| Versenyző       | Versenyszám | Előfutam | Előfutam | Előfutam | Negyeddöntő | Negyeddöntő | Negyeddöntő | Elődöntő | Elődöntő | Elődöntő | Döntő   | Döntő    |
| Versenyző       | Versenyszám | Idő      | Hely.    | Össz.    | Idő         | Hely.       | Össz.       | Idő      | Hely.    | Össz.    | Idő     | Helyezés |
| --------------- | ----------- | -------- | -------- | -------- | ----------- | ----------- | ----------- | -------- | -------- | -------- | ------- | -------- |
| Clarice Ahanotu | 100 m       | 11,95    | 4.       | 21.      | 11,8        | 7.          | 19.*        | kiesett  | kiesett  | kiesett  | kiesett | kiesett  |

| Versenyző    | Versenyszám | Selejtező | Selejtező | Döntő    | Döntő    |
| Versenyző    | Versenyszám | Eredmény  | Helyezés  | Eredmény | Helyezés |
| ------------ | ----------- | --------- | --------- | -------- | -------- |
| Amelia Okoli | Magasugrás  | 165 cm    | 18.       | kiesett  | kiesett  |

* - két másik versenyzővel azonos időt ért el

## Ökölvívás
| Versenyző      | Versenyszám   | 32-es főtábla                        | Nyolcaddöntő                 | Negyeddöntő                      | Elődöntő                    | Döntő             | Helyezés |
| Versenyző      | Versenyszám   | Ellenfél Eredmény                    | Ellenfél Eredmény            | Ellenfél Eredmény                | Ellenfél Eredmény           | Ellenfél Eredmény | Helyezés |
| -------------- | ------------- | ------------------------------------ | ---------------------------- | -------------------------------- | --------------------------- | ----------------- | -------- |
| Karimu Young   | Harmatsúly    | Cherdchai Udompaichitkul (THA) · 5-0 | Brunon Bendig (POL) · 3-2    | Washington Rodríguez (URU) · 1-4 | kiesett                     | kiesett           | 5.       |
| Anthony Andeh  | Pehelysúly    | Badawi El-Bedewi (RAU) · RSC         | Tin Tun (BIR) · 1-4          | kiesett                          | kiesett                     | kiesett           | 9.       |
| Sikuru Alimi   | Váltósúly     | Gichere Gakungu (KEN) · 3-2          | Marian Kasprzyk (POL) · 0-5  | kiesett                          | kiesett                     | kiesett           | 9.       |
| Nojim Maiyegun | Nagyváltósúly | erőnyerő                             | William Robinson (GBR) · RSC | Tom Bogs (DEN) · RSC             | Joseph Gonzales (FRA) · 2-3 | kiesett           |          |